# Rășinari (gmina)
Rășinari – gmina w Rumunii, w okręgu Sybin. Obejmuje miejscowości Prislop i Rășinari. W 2011 roku liczyła 5416 mieszkańców.